# Ромблон (провінція)
Ромблон — провінція Філіппін у регіоні Мімаропа. Включає в себе острів Таблас, острів Сібуян та декілька дрібніших островів. За даними перепису 2015 року населення складає 292 781 особу. Ромблон розташований в центрі Філіппінського архіпелагу. Провінція розташована на південь від провінцій Маріндук та Кесон, на схід від Східного Міндоро, на північ від провінцій Аклан і Капіз і на захід від Масбате.
Ромблон був заселений філіппінськими аборигенами до прибуття іспанців в 1569 році. Археологічні розкопки, проведені в 1936 році показують, що аборигени Ромблона мали багату і досить розвинену культуру. Під час іспанського колоніального панування Ромблон спочатку відносять до провінції Аревало до 1716 року, а потім до новоствореної провінції Капіз. З приходом американців в 1901 році Ромблон проголошено провінцією. Він втратив свій статус провінції на короткий час між 1907 і 1945 роками, але відновив його в 1946 році, одразу після Другої світової війни.
Жителі провінції поділяються на три етнолінгвістичні групи. Ці групи займають конкретні острови в провінції і мають свою власну мову та звичаї.
Основним заняттям жителів провінції є сільське господарство, зокрема вирощування рису та виробництво копри, а також рибальство. В останні роки в провінції почав активно розвиватися туризм. Тут є багато піщаних пляжів з білим піском, місць для дайвінгу, гори і тропічні ліси.
Адміністративно Ромблон поділяється на 17 муніципалітетів.